# Marcos González de Prado
Marcos González de Prado (León, 15 de octubre de 2001), más conocido como Marcos González, es un futbolista español. Juega como defensa y su equipo es la Cultural y Deportiva Leonesa de la Primera Federación.

## Clubes
| Club                         | País   | Año         |
| ---------------------------- | ------ | ----------- |
| Júpiter Leonés               | España | 2019-2022   |
| Cultural y Deportiva Leonesa | España | 2022-Actual |
| Coruxo FC (Préstamo)         | España | 2022-2023   |
| Cultural y Deportiva Leonesa | España | 2023-Act.   |